# Sinfonía n.º 3 (Chaikovski)

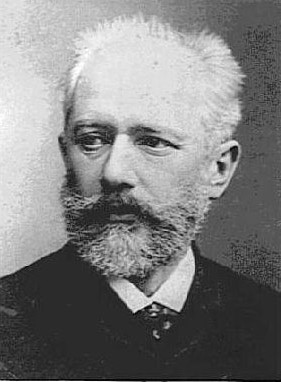
Chaikovski en 1875.

La Sinfonía n.º 3 en re mayor, Op. 29, también conocida como "Polaca", fue compuesta por Piotr Ilich Chaikovski entre junio y agosto de 1875. El apodo que se le atribuye a veces, es debido al hecho de que el quinto movimiento (Tempo di Polacca) tiene un ritmo de polonesa. La pieza está dedicada a Vladimir Shilovskii.

## Historia

### Composición
Chaikovski dijo poco sobre la composición de su Tercera Sinfonía. Escribió la obra rápidamente, entre junio y agosto de 1875. Después de su estreno, escribió a Nikolái Rimski-Kórsakov: "Hasta donde puedo ver, esta sinfonía no presenta ideas particularmente exitosas, pero en la ejecución es un paso adelante". No mucho antes de componer esta sinfonía, Chaikovski había recibido críticas de Nikolai Rubinstein por los defectos de su Primer Concierto para piano, cuyos detalles le contaría más tarde a su mecenas, Nadezhda von Meck. Este incidente puede haberle influenciado a ser más cauteloso al seguir el protocolo académico, al menos en los movimientos externos de la sinfonía.

### Estreno e interpretaciones iniciales
El estreno de la obra se celebró en Moscú, el 7/19 de noviembre de 1875, bajo la batuta del amigo del compositor de Nikolai Rubinstein. Chaikovski, que asistió a los ensayos y a la actuación, estaba "generalmente satisfecho", pero se quejó a Rimski-Kórsakov de que el cuarto movimiento "no se interpretó tan bien como podría haber sido si hubiera habido más ensayos". La primera actuación en San Petersburgo, data de febrero de 1876 bajo la dirección de Eduard Nápravník, "salió muy bien y tuvo un éxito considerable", en opinión del compositor. Nápravník, que había dirigido la primera interpretación de la obertura revisada de la fantasía Romeo y Julieta tres años antes, se convertiría en un importante intérprete de la música del compositor. Estrenaría cinco de las óperas del compositor y, entre muchas de las obras orquestales, dirigiría el estreno de la Sinfonía Patética después de la muerte de Chaikovski.
El estreno fuera de Rusia estaba programado para octubre de 1878 con la Orquesta Filarmónica de Viena bajo la dirección de Hans Richter. Richter, admirador de la obra de Chaikovski, ya había dirigido Romeo y Julieta allí en noviembre de 1876. Sin embargo, después de ensayar la sinfonía, la Sociedad Filarmónica canceló la interpretación, citando la aparente dificultad de la obra y la falta de familiaridad del público con el compositor. El hecho de que Romeo y Julieta hubiera sido silbada por la audiencia y criticada desfavorablemente por el reaccionario Eduard Hanslick también podría haber contribuido a su decisión. El estreno británico de la Tercera Sinfonía fue dirigido por Sir August Manns en el Crystal Palace de Londres en 1890, que la denominó Polaca, por primera vez.

## Instrumentación
La partitura está escrita para una orquesta formada por:
- Viento madera: 1 flautín, 2 flautas, 2 oboes, 2 clarinetes en la y si bemol, 2 fagotes.
- Viento metal: 4 trompas en fa, 2 trompetas en fa, 3 trombones (2 tenores y 1 contrabajo), 1 tuba.
- Percusión: timbales.
- Cuerda: una sección de cuerdas con violines I y II, violas, violonchelos y contrabajos.

## Estructura y análisis
La sinfonía consta de cinco movimientos: 
- I. Introduzione e Allegro. Moderato assai (Tempo di marcia funebre), en re menor – Allegro brillante, en re mayor
- II. Alla tedesca. Allegro moderato e semplice, en si bemol mayor
- III. Andante. Andante elegiaco, en re menor - re mayor
- IV. Scherzo. Allegro vivo, en si menor
- V. Finale. Allegro con fuoco (Tempo di polacca), en re mayor

La interpretación de la obra dura aproximadamente 47 minutos. Esta es la única de las sinfonías de Chaikovksi que tiene cinco movimientos en lugar de cuatro. Chaikovski es muy poco explícito acerca de esta opción en sus escritos. De hecho, los únicos detalles que el compositor escribió de esta sinfonía son los siguientes: «Según mi impresión, esta sinfonía no está bien traída, pero desde el punto de vista de la factura, representa un paso adelante. Estoy especialmente satisfecho con el primer movimiento y los dos scherzi».

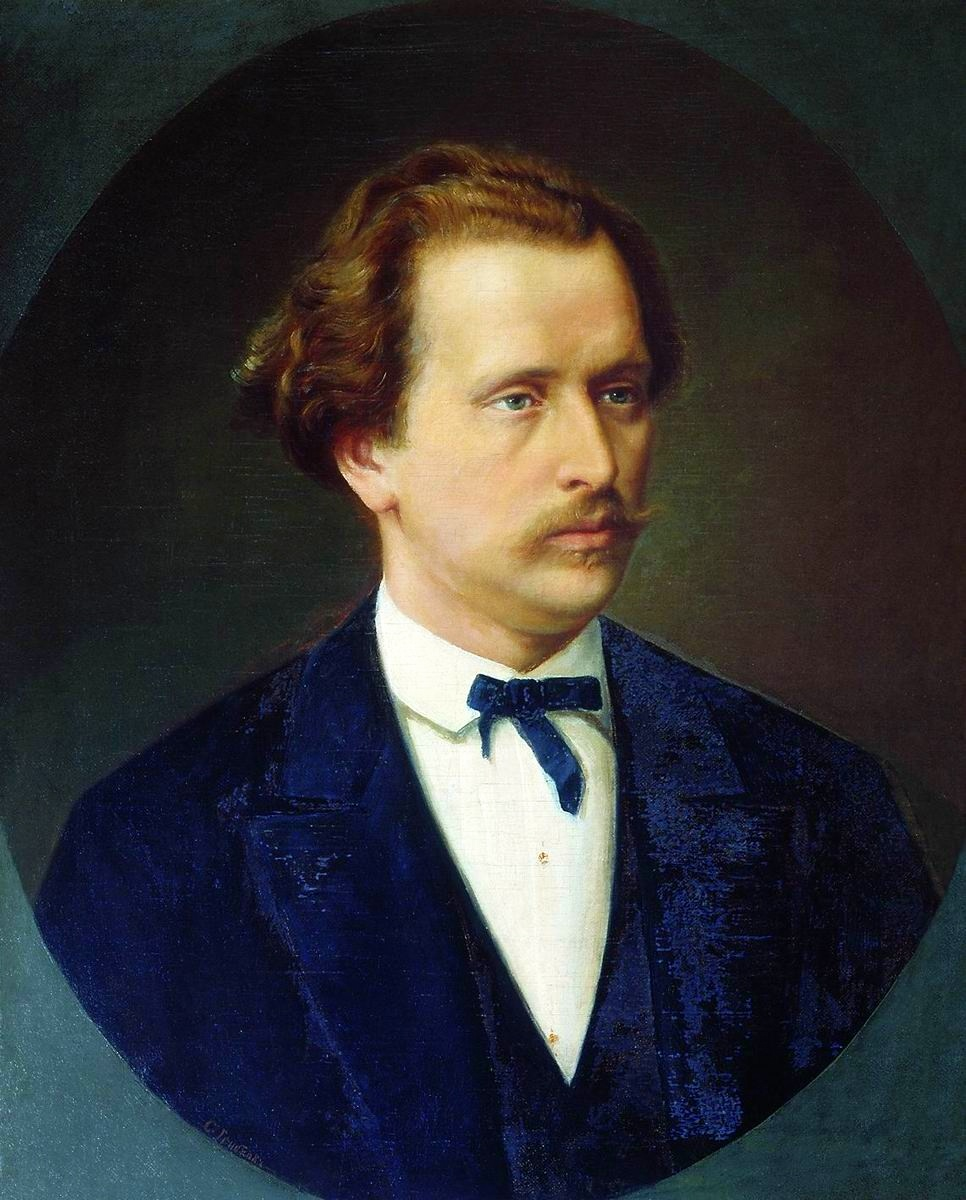
Gribkov - Nikolai Rubinstein

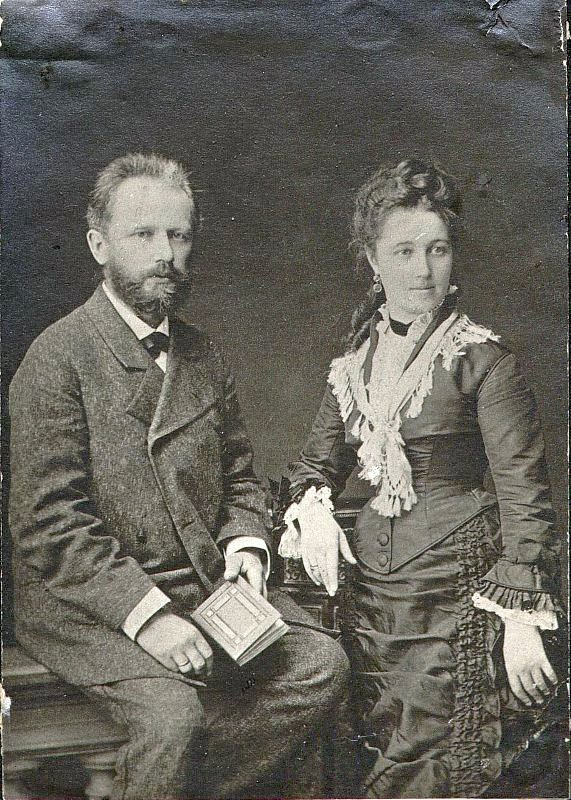
Chaikovski con Antonina Miliukova en 1877

Es también la primera en contar con un movimiento en forma de vals (Alla tedesca) —la quinta (Allegro moderato) y la sexta (Allegro con grazia) también— y es el único que ha sido compuesta en modo mayor (aunque todas, con la excepción de la Sexta, terminan en modo mayor).
En su biografía Roland John Wiley compara el formato de cinco movimientos con un divertimento y cuestiona si Chaikovski quería aludir en esta obra al siglo XVIII. Rosa Newmarch menciona que la 3.ª Sinfonía en Re es una obra totalmente diferente en estilo a sus dos anteriores, y de carácter totalmente occidental. David Brown señala en la edición de 1980 de New Grove que el compositor ocasionalmente escribió en una forma de pastiche mozartiano a lo largo de su carrera. (Las Variaciones sobre un tema rococó para violonchelo y orquesta, que Wiley sugiere por el uso de la palabra rococó en el título como su "primer gesto nominal hacia la música del siglo XVIII", es de hecho casi contemporánea de la sinfonía). El musicólogo Richard Taruskin hace una afirmación similar al llamar a la Tercera Sinfonía 'la primera sinfonía 'típica' (¡y la primera mozartiana!) en el sentido de que es la primera en ser completamente dominada por la danza".
Al explicar su analogía, Wiley señala cómo el compositor detiene ocasionalmente a la orquesta completa de una manera muy similar a la de un concerto grosso, el tema del vals y el trío del segundo movimiento y el trío del cuarto movimiento (en otras palabras, el grupo más pequeño de vientos equilibrado contra el grupo más grande de cuerdas). El final, afirma Wiley, no decide sobre el formato. Al agregar una fuga y una repetición del segundo tema del movimiento en forma de recapitulación a la polonesa de apertura, Wiley dice que Chaikovski concluye el trabajo con una nota "más pretenciosa que un divertimento, menos grandiosa que una sinfonía, y deja el la identidad de la obra suspendida en la brecha”.
Para otros musicólogos, el diseño formal schumannesco ha sido una bendición o una maldición. John Warrack admite que el segundo movimiento, Alla tedesca, "equilibra" la obra pero, no obstante, siente que "el patrón convencional de cuatro movimientos se interrumpe" innecesariamente, no se modifica de manera orgánica. Brown señala que si Chaikovski modificó el patrón de cuatro movimientos porque sintió que ya no era adecuado, sus esfuerzos resultaron infructuosos. Hans Keller no está de acuerdo. En lugar de una "regresión" a la forma sinfónica, Keller ve la forma de cinco movimientos, junto con "la introducción de ritmos de baile en el material de cada movimiento excepto el primero", como una ampliación "del campo de contrastes sinfónicos tanto dentro como entre movimientos". ."

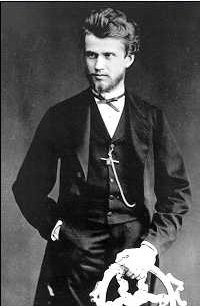
Eduard Napravnik

## Uso en el balletJewels
La sinfonía, sin su primer movimiento, fue utilizada por el coreógrafo George Balanchine para Diamonds, la tercera y última parte de su ballet Jewels. Creado para el New York City Ballet, del cual Balanchine fue cofundador y coreógrafo. Jewels se estrenó el 13 de abril de 1967 y se considera el primer ballet abstracto de larga duración. Coreografiada pensando en la bailarina Suzanne Farrell e inspirado en los tapices de unicornios del Musée de Cluny en París, Diamonds pretendía evocar el trabajo de Marius Petipa en el Ballet Imperial Ruso. Petipa colaboró con Chaikovski en los ballets La Bella Durmiente y El Cascanueces, de ahí el uso de su música en Diamands.

## Recepción de la obra
La respuesta crítica inicial a la Tercera Sinfonía en Rusia fue uniformemente cálida. Sin embargo, a largo plazo, la opinión se ha mantenido en general mixta, inclinándose hacia lo negativo. Entre los musicólogos, Martin Cooper la considera "la más débil y académica" de las siete que completó el compositor. Warrack nota una disyunción entre los diversos elementos musicales de la obra. Escribe que "carece de la individualidad de sus compañeras" y señala "una tensión un tanto incómoda entre la regularidad de una forma sinfónica que estaba tratando conscientemente de lograr de una manera 'germánica' y sus propias características". Wiley, menos polarizado, llama a la Tercera la "menos conformista" de sus sinfonías y admite que su estructura poco ortodoxa y su amplia gama de material temático "pueden producir una impresión de extrañeza, especialmente de género". Estos factores, dice, hacen que la Tercera sea difícil de categorizar: "No es folclórica, ni clásica, ni berlioziana/lisztiana, ni particularmente chaikovskiano a la luz de sus otras sinfonías".
En el lado positivo del espectro, Keller llama a la Tercera Sinfonía del compositor "la más libre y fluida hasta ahora" y Maes descarta a los detractores de la pieza como aquellos que juzgan la calidad de una composición de Chaikovski "por la presencia del encanto lírico". , y rechazan la complejidad formal ... como incompatible con la supuesta personalidad lírica del compositor". También señala los "ritmos caprichosos y la manipulación fantasiosa de las formas musicales" de la Tercera, que presagian la música que escribiría para sus ballets (el primero, El lago de los cisnes, sería su próxima obra importante) y las suites orquestales. Wiley secunda la cercanía estilística a las suites orquestales y señala que la libertad creativa, la belleza y la aparente falta de lógica interna entre movimientos que es característica de esas composiciones también parece evidente en la sinfonía.
Ocupando el término medio entre estos extremos, Brown considera que la Tercera es "la más inconsistente... la menos satisfactoria" de las sinfonías y "gravemente defectuosa" pero admite que "no está tan desprovista de 'ideas particularmente exitosas' como el propio juicio del compositor nos haría creer". Conjetura que Chaikovski, atrapado entre las prescripciones de la forma sonata y sus propios impulsos líricos, optó por lo último y "fue al menos lo suficientemente sabio como para no intentar una amalgama" de venas académicas y melódicas, que fundamentalmente trabajaban una contra la otra. Las mejores partes de la sinfonía, continúa, son los tres movimientos internos, donde el compositor permitió que su don para la melodía "su ejercicio completo y sin restricciones". de las tensiones musicales que coincidían con las de él mismo".

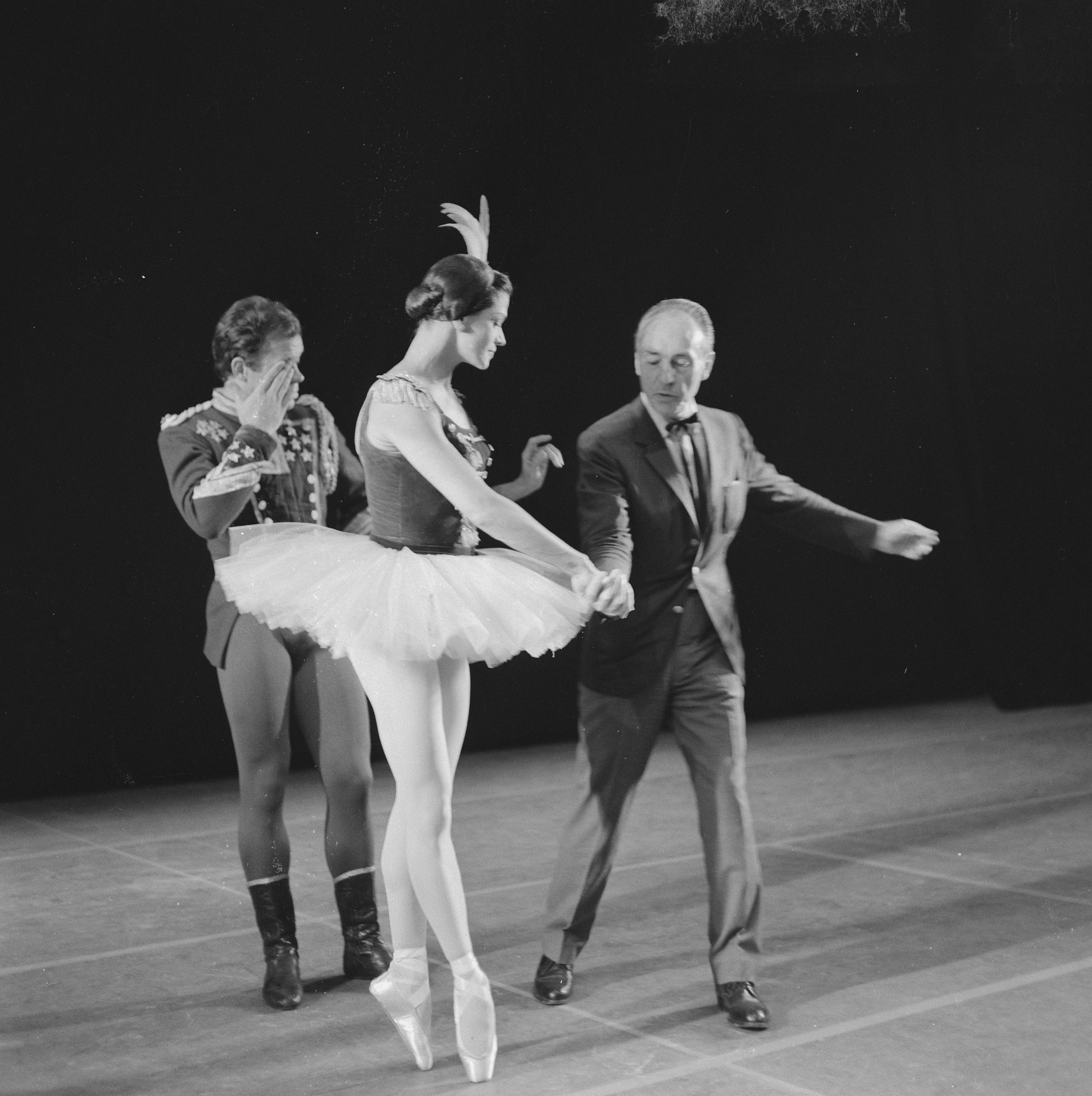
George Balanchine con el New York City Ballet

### Controversia sobre el apodo de "polaca"
Los críticos y el público occidentales comenzaron a llamar a esta sinfonía la polaca después de que Sir August Manns dirigiera el estreno británico en 1899, con el final visto como una expresión del pueblo polaco por su liberación de la dominación rusa y el restablecimiento de su independencia. Dado que esta era la forma en que Chopin había tratado la danza en sus obras y la gente la había interpretado de esa manera durante al menos una generación, su interpretación del final de la Tercera Sinfonía de manera similar era completamente comprensible. Desafortunadamente, también estaba completamente equivocada.
En la Rusia zarista, la polonesa se consideraba el código musical de la dinastía Romanov y un símbolo del imperialismo ruso. En otras palabras, el uso de la polonesa por parte de Chaikovski era diametralmente opuesto al de Chopin. Este contexto para la danza comenzó con Osip Kozlovsky (1757-1831) (polaco: Józef Kozłowski), un polaco que sirvió en el ejército ruso y cuyos mayores éxitos como compositor fueron sus polonesas. Para conmemorar la victoria rusa sobre el Imperio Otomano en Ucrania, Kozlovsky escribió una polonesa titulada "¡Trueno de la victoria, resuena!" Esto estableció el estándar para la polonesa como el género preeminente para las ceremonias rusa.
Una cosa a tener en cuenta es que Chaikovski vivió y trabajó en lo que probablemente fue la última nación feudal del siglo XVIII. Esto hizo que su situación creativa se asemejara más a la de Mendelssohn o Mozart que a la de muchos de sus contemporáneos europeos. Debido a esta mentalidad cultural, Chaikovski no vio conflicto en hacer que su música fuera accesible o apetecible para sus oyentes, muchos de los cuales pertenecían a la aristocracia rusa y finalmente incluirían al zar Alejandro III. Permaneció muy sensible a sus preocupaciones y expectativas y buscó constantemente nuevas formas de satisfacerlas. Parte de cumplir con las expectativas de sus oyentes fue usar la polonesa, lo que hizo en varias de sus obras, incluida la Tercera sinfonía.